# Język jawi
Język jawi, język malajski pattani, malajski kelantan-pattani (taj. ภาษายาวี pʰaːsaː jaːwiː; malajski بهاس جاوي bahasa dżawi; ang. Pattani Malay) – język austronezyjski, blisko spokrewniony z malajskim, używany w południowych prowincjach Tajlandii w pobliżu granicy z Malezją, a także w malezyjskim stanie Kelantan. Bywa klasyfikowany jako dialekt malajskiego, przy czym jest słabo zrozumiały dla użytkowników innych odmian tego języka.
Malajski w południowej Tajlandii został poddany silnym wpływom języka tajskiego (zwłaszcza południowotajskiego), do tego stopnia, że stwierdzono ograniczoną wzajemną zrozumiałość między tym dialektem a blisko spokrewnioną odmianą ze stanu Kelantan. Zaobserwowano, że malajski upodabnia się do wzorców języka tajskiego i innych języków kontynentalnej Azji Południowo-Wschodniej (na poziomie fonologii, morfologii, składni i semantyki).
W Tajlandii jest wypierany przez język tajski, wśród młodszego pokolenia odnotowano redukcję jego użycia (część zasobu leksyki wychodzi z obiegu, a większą rolę w życiu codziennym odgrywa tajski). Niemniej ma stosunkowo wysokie wsparcie instytucjonalne; jest wykorzystywany w środkach masowego przekazu, popkulturze i edukacji.
Jest zapisywany pismem arabskim (jawi) bądź tajskim.